# Sèrie 446 de Renfe
La Sèrie 446 de Renfe, juntament amb la sèrie 447 de Renfe i els trens Civia són un grup d'unitats elèctriques ideades per oferir serveis de rodalia eficaços. El seu disseny es va començar a planejar a principis dels anys 80 i es va materialitzar en el prototip de la sèrie 445 quan el servei de rodalia va començar a cobrar gran protagonisme en ciutats com Madrid i les unitats que estaven oferint aquests serveis, principalment unitats de la sèrie 440, començaven a ser insuficients. Ja que s'anava a dissenyar un tren exclusiu per oferir aquests serveis es va decidir dotar-les de les necessitats exigides per a aquest servei, un servei amb múltiples parades en distàncies curtes i un gran tràfec de viatgers. D'aquesta manera se'ls va dotar d'una gran capacitat d'acceleració penalitzant la velocitat màxima.
La sèrie 446, amb un disseny molt innovador per als trens de la Renfe de 1989, ofereix 2.400 kW de potència que permeten una acceleració de 1m/s² en arrencar però la seva velocitat màxima és de 100 km/h. Dels 3 cotxes que disposa, els dos dels extrems, tots dos amb cabina de conducció, estan motoritzats i únicament el d'al mig és un remolc. Cadascun dels cotxes tenen 3 parells de portes de doble fulla per a una ràpida entrada i sortida de viatgers. Un dels grans inconvenients d'aquestes unitats que els ha costat el sobrenom de dodotis és que no disposen de condícies en cap dels cotxes. Encara que després d'una reforma integral, en el període 2009-2014, d'aquesta sèrie junt i de les 447, se'ls inclouran condícies juntament amb altres millores de mobilitat.
Exteriorment tenen un disseny similar a la 447 excepte per les lletres de la numeració dels cotxes que en la sèrie 446 la lletra M o R està en blanc i en la sèrie 447 aquesta lletra està en color groc i en una major amplària exterior de 9 cm. Com a curiositat cal destacar que aquestes dues unitats han anat canviant la seva estètica al llarg de la seva vida útil, com el gir de la "C" característica del Rodalies l'any 1992 o el canvi del vermell per colors violetes i l'aparició de la paraula Renfe després de la segregació amb Adif. Aprofitant aquests últims canvis es van afegir també millores de seguretat en els sistemes de senyalització del tancament de portes com avisadores sonors i lluminosos. Poden circular acoblades en servei normal a unitats de la sèrie 447 amb algunes limitacions en tracció i fre.
De les 170 unitats encarregades i lliurades han estat donades de baixa 12 d'elles, entre d'altres, les que van ser afectades als atemptats de l'11 de març de 2004.
Es poden trobar aquestes unitats circulant pels nuclis de Madrid, Bilbao, Sant Sebastià i Sevilla solent fer els seus serveis en línies en les quals la distància entre estacions és 1-2 quilòmetres i fins i tot menys.